# Jonas Björck
Jonas Björck, född 1966, är en svensk geolog och ämbetsman.
Björck disputerade 1999 i kvartärgeologi på en avhandling om kartläggning av händelser under senaste istiden i östra Mellansverige. Han har därefter bland annat arbetat på Vetenskapsrådet som avdelningschef med ansvar för forskningspolitik och forskningsfinansiering samt som departementsråd på Utbildningsdepartementet 2015–2020. Den 20 april 2020 tillträdde han som generaldirektör för Forte - Forskningsrådet för hälsa, arbetsliv och välfärd.